# Pycnagorastis tanyopa
Pycnagorastis tanyopa är en fjärilsart som beskrevs av Edward Meyrick 1937. Pycnagorastis tanyopa ingår i släktet Pycnagorastis och familjen fransmalar. Inga underarter finns listade i Catalogue of Life.